# ديفيد جاي هايز
ديفيد جاي هايز (بالإنجليزية: David J. Hayes)‏ هو محامي أمريكي، ولد في 1953 في روتشستر في الولايات المتحدة.